# 道祖修二
道祖 修二（どうそ しゅうじ、1980年-）は、日本の音楽家・実業家。SHU DOSOとして音楽活動を行ない、MicroとともにWST（ダブスト）を結成。ストリートカルチャー系音楽家、デザイナーなどクリエイターとして活動するほか、2004年に建物開発・管理事業を行う総合不動産会社2社を創業したほか株式会社エルテスの取締役を歴任。
DOTOWN株式会社代表取締役、株式会社インヴァランス創業者（旧：株式会社バンズ・インベスト・マネジメント）、株式会社エルテス元取締役、バンズ保証株式会社（現メタウン）代表取締役。

## 人物・略歴
10代のころにストリートシーンの音楽に触れ、DJやソングライターとして活動。元大工。23歳にして不動産デベロッパーやホテル事業などを手掛ける会社を設立。DOTOWN株式会社と株式会社インヴァランスの2社をそれぞれ売上100億円、総資産200億円の企業に育て上げる。

### 音楽家として
東京・渋谷で育ち、学校に行かずに毎日ストリートでスケボーに励んだ。サーフィンもしていたが、楽しいというわけではなく単に子供の頃からしていた延長に過ぎなかったのだという。10代のころにストリートシーンの音楽に触れ、DJやソングライターとして活動したが、同級生でDef TechのMicroとWSTを結成。2人は同級生として出会い、ストリートとサーフィンという共通のカルチャーを共有する関係だった。コロナ禍が一段落した頃に、サーフィンの行き帰りの車中で社会の話題や共通の思いを語りあい一緒にやることになった。そこで、とりあえずWSTは、その年、12曲のデジタルシングルをデジタルリリースすることを決めた。
WSTの曲作りは、Shuが時代の矛盾や、社会の不条理について書いた詩にMicroが音楽にはめていくスタイルである。
また、2人は「日本一のマザコン」を自称し、2021年3月には、母を思う楽曲『親孝行』をリリース。2月リリースされた『WHY』は、コロナ禍について作った曲であった。2023年には、「僕は経営者になって21年経つが、経済活動をしていくうえで、これまで社会の矛盾に対し相当ぶつかってきた。そのために社会に伝えたいメッセージがたくさんあったが、それを発散するきっかけがなくモヤモヤしていた。そこで自分でリリックに書いて伝えようという思いから始めた」と語った。
2024年末から2025年年明けまで、沖縄、福岡、大阪、東京と全国4か所のワンマンライブツアーを行った。2024年4月からはYouTube『道祖修二&DOTOWN』も配信しており、登録者は6万人を超えている（2025年1月現在）。
2025年4月19日のソロシングルのリリースに先駆け、Youtubeでミュージックビデオを公開した。

### 実業家として
2004年に不動産会社2社を創業し代表取締役に就任。東京23区と千葉県北エリアを中心に不動産開発とサービス業態の開発、運営及びディレクション業務を展開。2020年にはゴルフリゾート施設再生を目指し、レーサム子会社の代表取締役に就任（2021年末に退任済）。 施設のリニューアル及び経営の再建などを手掛ける。その他の事業として、複数のホテルや飲食店の運営など多彩な事業展開を行う。その他、アメリカ合衆国とオーストラリアにそれぞれ2つの関連会社を持つ。2022年5月から2023年11月末まで、株式会社エルテス（東証グロース市場）の取締役を務める。
2018年 6月には、千葉県南房総市千倉に、「"作って食べる"を楽しむキュイジーヌ（料理）リゾート。」をコンセプトとする「THE CHIKURA UMI BASE CAMP（ザ・チクラウミベースキャンプ）」を開業させ話題となる。
2022年8月、中長期的戦略拠点として、沖縄県に進出。同県を今後の重要な戦略拠点として位置づけ、不動産開発及び飲食業、宿泊業を主体とした事業展開を行う方針を明らかにした。
2023年12月号の『OCEANS』では、日々、楽しいと感じることは何もない。常に仕事のことで頭がいっぱいだ。「自分の自信のなさ」が原動力だ。「朝起きても会社には行きたくないし、外に出るのも怖い。しかし、やらないとそこで終わってしまう。この連続で、やりたくないことはどんどん削り落とされ、最終的に自分ができること、やりたいことをしている。その上で社会の役に立つことをするのが仕事だと思っている」などと語った。こうした道祖の姿勢を記者はまるで「俗世と隔絶した生活を送る僧侶のよう」と例えた。母親とは11歳までしか一緒に暮さなかったが、11年間とは思えないほど濃い時間であり、あんなファンキーな人は見たことがないと話した。道祖の人生観の根底には、この母親の影響が大きいのだという。
2024年には、ファッション誌『Safari』2024年11月号より連載を持つ。また同年11月より、ライフスタイルメディア「OCEANS」でも連載を開始。
2025年にはファッション誌『Safari』と道祖が率いるDOTOWNにより、沖縄北谷に共同プロジェクトが開始。DOTOWN HOUSE×Safariのコラボレーションによる別荘3棟が完成。4月より販売。道祖がデザイン、設計に携わっており、カリフォルニアのビーチカルチャーやアメリカンスタイルを取り込んだスタイルの戸建て住宅であった。

### 元大工として
日本とアメリカを往来する生活を送っており、アメリカではLAでコーストライフを満喫。コーストライフを快適に楽しむために欠かせない住環境について聞かれ、「海へのアクセス」、「自然との調和」、「日常の利便性を兼ね備えた空間」を挙げている。サンディエゴは、コーストライフを象徴する地域のひとつだが、道祖はそこで人気のサーフスポットから車で数分の場所に5ベッドルーム・4バスルームの平屋戸建てを所有し、元大工の経験とスキルを活かし、自ら徹底的にリノベーションを行った。老朽化していた内外装を一新し、快適さとデザイン性を兼ね備えた空間へと再生。資材の搬入から加工、組み立て、キッチン製作、タイル張りなど左官作業まですべてを自分で行った。
このほか、アメリカではサンフランシスコ特有のカラフルでクラシックな建物の外装を取り入れデザインしたリノベーションプロジェクトも展開する。さらにこうした経験を活かし、LAのデザイン性と日本の利便性を融合させた住宅を千葉県南房総市和田浦町に『OCEANS TOWN』として計画中である。

## 経歴
- 2004年 - 不動産会社2社を創業し代表取締役に就任。
- 2018年 - 6月、千葉県南房総市千倉に新たなグランピングスタイルを提案する施設「THE CHIKURA UMI BASE CAMP（ザ・チクラウミベースキャンプ）」を開業させ話題となり、6月23日には、TBSテレビ「王様のブランチ」、8月18日にはテレビ東京「なないろ日和!」[32]、TBSテレビ 「Nスタ」[33]や、複数の雑誌など多くのメディアで紹介される[20][18][34][35]。
- 2019年 - 9月1日、アート×アパートメント第一弾『ART APARTMENT IN TOKYO NORTH』（東京都足立区栗原3丁目2番5）が竣工・販売開始[36]。
- 2020年
  - ゴルフリゾート施設再生を目指し、レーサム子会社の代表取締役に就任（2021年末に退任済）。
  - 浅草に複合施設、浅草九倶楽部HOTELの運営を開始[37]。
- 2022年
  - 経営する不動産会社が、中長期的戦略拠点として、沖縄県に支店を開設[25]。
  - 7月15日、愛犬と一緒に泊まれる"ブティックホテル"「ART HOTELS SHIBUYA」を渋谷区本町にオープン[38][39][40]。
- 2024年 - ファッション誌『Safari』2024年11月号及びライフスタイルメディア「OCEANS」に連載を持つ[26][27]。
- 2025年 - ファッション誌『Safari』と道祖が率いるDOTOWNにより、沖縄北谷に共同プロジェクトが開始。DOTOWN HOUSE×Safariのコラボレーションによる別荘3棟が完成。4月より販売[41][42]。